# Fed Cup 2011 – baráž 1. skupiny zóny Evropy a Afriky
Baráž 1. skupiny zóny Evropy a Afriky ve Fed Cupu 2011 představovala sedm vzájemných utkání týmů, které obsadily stejné pořadí v blocích A, B, C a D. Dva vítězové zápasu družstev z prvních příček bloků postoupili do baráže o účast ve Světové skupině II pro rok 2012. Družstva, která se umístila na druhém a třetím místě tří bloků spolu sehrála zápas o konečnou 5. až 11. pozici. Poslední týmy bloků nastoupily k utkání, z nichž poražení sestoupily do 2. skupiny zóny Evropy a Afriky pro rok 2012. 
Hrálo se 5. února 2011 v areálu oddílu Municipal Tennis Club v izraelském Ejlatu venku na tvrdém povrchu. 

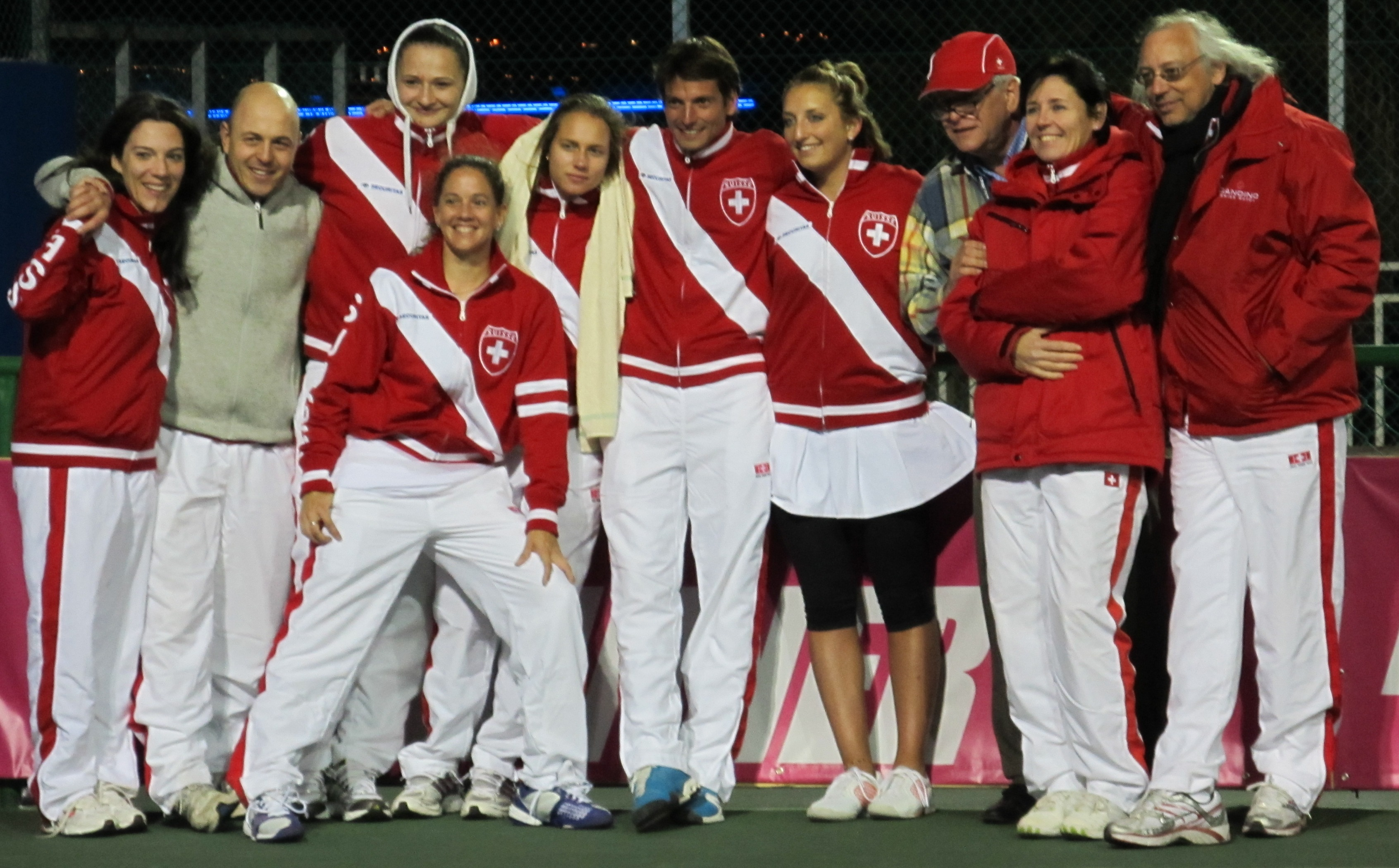
Postupující švýcarský tým po výhře nad Nizozemskem. Strůjkyněmi výhry byly Schnyderová (vpředu, 4. zleva) a Bacsinszká (4. zprava)

## Pořadí týmů
| Poř. | Blok A         | Blok B      | Blok C     | Blok D     |
| ---- | -------------- | ----------- | ---------- | ---------- |
| 1.   | Švýcarsko      | Polsko      | Bělorusko  | Nizozemsko |
| 2.   | Velká Británie | Izrael      | Chorvatsko | Rumunsko   |
| 3.   | —              | Lucembursko | Rakousko   | Maďarsko   |
| 4.   | Dánsko         | Bulharsko   | Řecko      | Lotyšsko   |

## Zápasy o postup
Vítězné týmy bloků sehrály zápasy o postup do baráže Světové skupiny II.

### Bělorusko vs. Polsko
| | Bělorusko | 2 :                                                                                 | 0    | Polsko |    |            |
| --- | --------- | ----------------------------------------------------------------------------------- | ---- | ------ | -- | ---------- |
| Municipal Tennis Club, Ejlat, Izrael 5. února 2011 tvrdý (venku) |           |                                                                                     |      |        |    |            |
| \| \| \| \| 1. \| 2. \| 3. \| \| \| -- \| \| ----------------------------------------------------------------------------------- \| ---- \| ---- \| -- \| ---------- \| \| 1. \| \| Olga Govorcovová Magda Linetteová \| 7 62 \| 7 60 \| \| \| \| 2. \| \| Viktoria Azarenková Agnieszka Radwańska \| 7 5 \| 7 5 \| \| \| \| 3. \| \| Viktoria Azarenková / Olga Govorcovová Klaudia Jansová-Ignaciková / Alicja Rosolská \| \| \| \| nehrálo se \| \| \| \| \| \| \| \| \| \| \| \| \| \| \| \| \| \| \| \| \| \| \| \| \| \| \| \| \| \| \| \| \| \| \| \| \| \| \| \| \| |           |                                                                                     |      |        |    |            |
| |           |                                                                                     | 1.   | 2.     | 3. |            |
| 1. |           | Olga Govorcovová Magda Linetteová                                                   | 7 62 | 7 60   |    |            |
| 2. |           | Viktoria Azarenková Agnieszka Radwańska                                             | 7 5  | 7 5    |    |            |
| 3. |           | Viktoria Azarenková / Olga Govorcovová Klaudia Jansová-Ignaciková / Alicja Rosolská |      |        |    | nehrálo se |
| |           |                                                                                     |      |        |    |            |
| |           |                                                                                     |      |        |    |            |
| |           |                                                                                     |      |        |    |            |
| |           |                                                                                     |      |        |    |            |
| |           |                                                                                     |      |        |    |            |

### Nizozemsko vs. Švýcarsko
| | Nizozemsko | 1 :                                                                         | 2   | Švýcarsko |     |  |
| --- | ---------- | --------------------------------------------------------------------------- | --- | --------- | --- |  |
| Municipal Tennis Club, Ejlat, Izrael 5. února 2011 tvrdý (venku) |            |                                                                             |     |           |     |  |
| \| \| \| \| 1. \| 2. \| 3. \| \| \| -- \| \| --------------------------------------------------------------------------- \| --- \| --- \| --- \| \| \| 1. \| \| Michaëlla Krajiceková Timea Bacsinszká \| 4 6 \| 7 5 \| 5 7 \| \| \| 2. \| \| Arantxa Rusová Patty Schnyderová \| 6 4 \| 6 1 \| \| \| \| 3. \| \| Michaëlla Krajiceková / Arantxa Rusová Timea Bacsinszká / Patty Schnyderová \| 5 7 \| 2 6 \| \| \| \| \| \| \| \| \| \| \| \| \| \| \| \| \| \| \| \| \| \| \| \| \| \| \| \| \| \| \| \| \| \| \| \| \| \| \| \| \| \| \| |            |                                                                             |     |           |     |  |
| |            |                                                                             | 1.  | 2.        | 3.  |  |
| 1. |            | Michaëlla Krajiceková Timea Bacsinszká                                      | 4 6 | 7 5       | 5 7 |  |
| 2. |            | Arantxa Rusová Patty Schnyderová                                            | 6 4 | 6 1       |     |  |
| 3. |            | Michaëlla Krajiceková / Arantxa Rusová Timea Bacsinszká / Patty Schnyderová | 5 7 | 2 6       |     |  |
| |            |                                                                             |     |           |     |  |
| |            |                                                                             |     |           |     |  |
| |            |                                                                             |     |           |     |  |
| |            |                                                                             |     |           |     |  |
| |            |                                                                             |     |           |     |  |

## Zápas o 5. místo
Třetí týmy bloků sehrály zápasy o dělené páté a dělené sedmé místo.

### Chorvatsko vs. Velká Británie
| | Chorvatsko | 0 :                                                                       | 2   | Velká Británie |    |            |
| --- | ---------- | ------------------------------------------------------------------------- | --- | -------------- | -- | ---------- |
| Municipal Tennis Club, Ejlat, Izrael 5. února 2011 tvrdý (venku) |            |                                                                           |     |                |    |            |
| \| \| \| \| 1. \| 2. \| 3. \| \| \| -- \| \| ------------------------------------------------------------------------- \| --- \| --- \| -- \| ---------- \| \| 1. \| \| Silvia Njirićová Heather Watsonová \| 2 6 \| 5 7 \| \| \| \| 2. \| \| Ajla Tomljanovićová Elena Baltachová \| 2 6 \| 3 6 \| \| \| \| 3. \| \| Silvia Njirićová / Ajla Tomljanovićová Jocelyn Raeová / Heather Watsonová \| \| \| \| nehrálo se \| \| \| \| \| \| \| \| \| \| \| \| \| \| \| \| \| \| \| \| \| \| \| \| \| \| \| \| \| \| \| \| \| \| \| \| \| \| \| \| \| |            |                                                                           |     |                |    |            |
| |            |                                                                           | 1.  | 2.             | 3. |            |
| 1. |            | Silvia Njirićová Heather Watsonová                                        | 2 6 | 5 7            |    |            |
| 2. |            | Ajla Tomljanovićová Elena Baltachová                                      | 2 6 | 3 6            |    |            |
| 3. |            | Silvia Njirićová / Ajla Tomljanovićová Jocelyn Raeová / Heather Watsonová |     |                |    | nehrálo se |
| |            |                                                                           |     |                |    |            |
| |            |                                                                           |     |                |    |            |
| |            |                                                                           |     |                |    |            |
| |            |                                                                           |     |                |    |            |
| |            |                                                                           |     |                |    |            |

### Izrael vs. Rumunsko
| | Izrael | 2 :                                                                       | 1   | Rumunsko |    |  |
| --- | ------ | ------------------------------------------------------------------------- | --- | -------- | -- |  |
| Municipal Tennis Club, Ejlat, Izrael 5. února 2011 tvrdý (venku) |        |                                                                           |     |          |    |  |
| \| \| \| \| 1. \| 2. \| 3. \| \| \| -- \| \| ------------------------------------------------------------------------- \| --- \| --- \| -- \| \| \| 1. \| \| Julia Glušková Monica Niculescuová \| 4 6 \| 1 6 \| \| \| \| 2. \| \| Šachar Pe'erová Alexandra Dulgheruová \| 6 0 \| 7 5 \| \| \| \| 3. \| \| Julia Glušková / Šachar Pe'erová Cristina Dinuová / Alexandra Dulgheruová \| 6 4 \| 6 3 \| \| \| \| \| \| \| \| \| \| \| \| \| \| \| \| \| \| \| \| \| \| \| \| \| \| \| \| \| \| \| \| \| \| \| \| \| \| \| \| \| \| \| |        |                                                                           |     |          |    |  |
| |        |                                                                           | 1.  | 2.       | 3. |  |
| 1. |        | Julia Glušková Monica Niculescuová                                        | 4 6 | 1 6      |    |  |
| 2. |        | Šachar Pe'erová Alexandra Dulgheruová                                     | 6 0 | 7 5      |    |  |
| 3. |        | Julia Glušková / Šachar Pe'erová Cristina Dinuová / Alexandra Dulgheruová | 6 4 | 6 3      |    |  |
| |        |                                                                           |     |          |    |  |
| |        |                                                                           |     |          |    |  |
| |        |                                                                           |     |          |    |  |
| |        |                                                                           |     |          |    |  |
| |        |                                                                           |     |          |    |  |

## Zápas o 9. místo
Třetí týmy bloků sehrály zápas o dělené deváté a jedenácté místo. Maďarsko nemělo v utkání o umístění soupeře, protože blok A obsahoval pouze tři týmy a Dánsko, které skončilo na posledním třetím místě hrálo v zápase o udržení. Proto bylo Maďarsku automaticky přiznáno dělené 9. místo, jako vítěznému týmu této baráže Rakousku. 

### Rakousko vs. Lucembursko
| | Rakousko | 2 :                                                                            | 1   | Lucembursko |     |  |
| --- | -------- | ------------------------------------------------------------------------------ | --- | ----------- | --- |  |
| Municipal Tennis Club, Ejlat, Izrael 5. února 2011 tvrdý (venku) |          |                                                                                |     |             |     |  |
| \| \| \| \| 1. \| 2. \| 3. \| \| \| -- \| \| ------------------------------------------------------------------------------ \| --- \| --- \| --- \| \| \| 1. \| \| Melanie Klaffnerová Anne Kremerová \| 0 6 \| 4 6 \| \| \| \| 2. \| \| Sybille Bammerová Mandy Minellaová \| 6 4 \| 6 2 \| \| \| \| 3. \| \| Melanie Klaffnerová / Sandra Klemenschitsová Anne Kremerová / Mandy Minellaová \| 0 6 \| 6 0 \| 7 5 \| \| \| \| \| \| \| \| \| \| \| \| \| \| \| \| \| \| \| \| \| \| \| \| \| \| \| \| \| \| \| \| \| \| \| \| \| \| \| \| \| \| |          |                                                                                |     |             |     |  |
| |          |                                                                                | 1.  | 2.          | 3.  |  |
| 1. |          | Melanie Klaffnerová Anne Kremerová                                             | 0 6 | 4 6         |     |  |
| 2. |          | Sybille Bammerová Mandy Minellaová                                             | 6 4 | 6 2         |     |  |
| 3. |          | Melanie Klaffnerová / Sandra Klemenschitsová Anne Kremerová / Mandy Minellaová | 0 6 | 6 0         | 7 5 |  |
| |          |                                                                                |     |             |     |  |
| |          |                                                                                |     |             |     |  |
| |          |                                                                                |     |             |     |  |
| |          |                                                                                |     |             |     |  |
| |          |                                                                                |     |             |     |  |

## Zápasy o udržení
Čtvrté týmy sehrály zápas o udržení. Poražení sestoupili do 2. skupiny zóny Evropy a Afriky pro rok 2012.

### Dánsko vs. Řecko
| | Dánsko | 1 :                                                                      | 2   | Řecko |    |  |
| --- | ------ | ------------------------------------------------------------------------ | --- | ----- | -- |  |
| Municipal Tennis Club, Ejlat, Izrael 5. února 2011 tvrdý (venku) |        |                                                                          |     |       |    |  |
| \| \| \| \| 1. \| 2. \| 3. \| \| \| -- \| \| ------------------------------------------------------------------------ \| --- \| ---- \| -- \| \| \| 1. \| \| Karen Barbatová Eirini Georgatouová \| 1 6 \| 62 7 \| \| \| \| 2. \| \| Caroline Wozniacká Eleni Daniilidou \| 6 0 \| 6 3 \| \| \| \| 3. \| \| Mai Grageová / Caroline Wozniacká Eleni Daniilidou / Eirini Georgatouová \| 2 6 \| 5 7 \| \| \| \| \| \| \| \| \| \| \| \| \| \| \| \| \| \| \| \| \| \| \| \| \| \| \| \| \| \| \| \| \| \| \| \| \| \| \| \| \| \| \| |        |                                                                          |     |       |    |  |
| |        |                                                                          | 1.  | 2.    | 3. |  |
| 1. |        | Karen Barbatová Eirini Georgatouová                                      | 1 6 | 62 7  |    |  |
| 2. |        | Caroline Wozniacká Eleni Daniilidou                                      | 6 0 | 6 3   |    |  |
| 3. |        | Mai Grageová / Caroline Wozniacká Eleni Daniilidou / Eirini Georgatouová | 2 6 | 5 7   |    |  |
| |        |                                                                          |     |       |    |  |
| |        |                                                                          |     |       |    |  |
| |        |                                                                          |     |       |    |  |
| |        |                                                                          |     |       |    |  |
| |        |                                                                          |     |       |    |  |

### Bulharsko vs. Lotyšsko
| | Bulharsko | 2 :                                                                          | 0   | Lotyšsko |     |            |
| --- | --------- | ---------------------------------------------------------------------------- | --- | -------- | --- | ---------- |
| Municipal Tennis Club, Ejlat, Izrael 5. února 2011 tvrdý (venku) |           |                                                                              |     |          |     |            |
| \| \| \| \| 1. \| 2. \| 3. \| \| \| -- \| \| ---------------------------------------------------------------------------- \| --- \| --- \| --- \| ---------- \| \| 1. \| \| Dia Jevtimovová Irina Kuzminová \| 5 7 \| 6 3 \| 6 3 \| \| \| 2. \| \| Elitsa Kostovová Līga Dekmeijereová \| 6 3 \| 6 3 \| \| \| \| 3. \| \| Elitsa Kostovová / Magdalena Malejevová Līga Dekmeijereová / Irina Kuzminová \| \| \| \| nehrálo se \| \| \| \| \| \| \| \| \| \| \| \| \| \| \| \| \| \| \| \| \| \| \| \| \| \| \| \| \| \| \| \| \| \| \| \| \| \| \| \| \| |           |                                                                              |     |          |     |            |
| |           |                                                                              | 1.  | 2.       | 3.  |            |
| 1. |           | Dia Jevtimovová Irina Kuzminová                                              | 5 7 | 6 3      | 6 3 |            |
| 2. |           | Elitsa Kostovová Līga Dekmeijereová                                          | 6 3 | 6 3      |     |            |
| 3. |           | Elitsa Kostovová / Magdalena Malejevová Līga Dekmeijereová / Irina Kuzminová |     |          |     | nehrálo se |
| |           |                                                                              |     |          |     |            |
| |           |                                                                              |     |          |     |            |
| |           |                                                                              |     |          |     |            |
| |           |                                                                              |     |          |     |            |
| |           |                                                                              |     |          |     |            |

## Konečné pořadí
| Pořadí    | Tým            |
| --------- | -------------- |
| Postup    | Bělorusko      |
| Postup    | Švýcarsko      |
| 3. místo  | Polsko         |
| 3. místo  | Nizozemsko     |
| 5. místo  | Velká Británie |
| 5. místo  | Izrael         |
| 7. místo  | Chorvatsko     |
| 7. místo  | Rumunsko       |
| 9. místo  | Rakousko       |
| 9. místo  | Maďarsko       |
| 11. místo | Lucembursko    |
| 12. místo | Řecko          |
| 12. místo | Bulharsko      |
| Sestup    | Dánsko         |
| Sestup    | Lotyšsko       |

- Bělorusko postoupilo do baráže o účast ve Světové skupině II pro rok 2012, ve které porazilo Estonsko 5–0 a zajistilo si tak účast v této skupině. Zápas se zapsal do historie Fed Cupu, když Estonky uhrály pouze 13 gamů, nejméně v mezistátním zápase od vzniku soutěže v roce 1963.[8]
- Švýcarsko postoupilo do baráže o účast ve Světové skupině II pro rok 2012, ve které porazilo Švédsko 4–1 a zajistilo si tak účast v této skupině.
- Dánsko a Lotyšsko sestoupily do 2. skupiny zóny Evropy a Afriky pro rok 2012.